# Мыцкое
Мыцкое — деревня в Сосковском районе Орловской области России. 
Входит в Сосковское сельское поселение в рамках организации местного самоуправления и в Сосковский сельсовет в рамках административно-территориального устройства.

## География
Расположена 6 км к северо-западу от райцентра, села Сосково, в 53 км к юго-западу от центра города Орёл.

## Население
| 2002 | 2010 |
| ---- | ---- |
| 312  | ↘170 |

Согласно результатам переписи 2002 года, в национальной структуре населения русские составляли 92 % от жителей.